# Arachniodes × takayamensis
Arachniodes × takayamensis là một loài dương xỉ lai ghép thuộc họ Dryopteridaceae. Loài này được Seriz. mô tả khoa học đầu tiên năm 1986.